# Водолацкий, Виктор Петрович
Виктор Петрович Водолацкий (род. 19 августа 1957, Стефанидинодар, Ростовская область) — депутат Государственной думы Российской Федерации V, VI, VII, VIII созывов. Член фракции «Единая Россия», первый заместитель председателя комитета Госдумы по делам СНГ, евразийской интеграции и связям с соотечественниками, член Совета при Президенте РФ по межнациональным отношениям, член Совета при Президенте РФ по делам казачества.
Казачий генерал, атаман Войскового казачьего общества «Всевеликое войско Донское» (1999—2013), Герой Луганской Народной Республики (2022).
Из-за войны в Донбассе и вторжения России на Украину, находится под международными санкциями всех стран Евросоюза, США, Великобритании и ряда других стран.

## Биография
Родился 19 августа 1957 года в селе Стефанидинодаре Азовского района Ростовской области.
С 1974 года — слесарь-ремонтник, сантехник; прошёл срочную военную службу в Советской армии. Состоял в комсомоле, был кандидатом в члены КПСС. С 1985 по 1990 год работал на предприятии объединённых котельных г. Азова Ростовской области, прошёл путь от инженера-теплотехника до директора; затем — заместитель генерального директора объединения «Ростовоблтеплокоммунэнерго». В 1987 году в возрасте 30 лет получил диплом строительного техникума (Ростов-на-Дону).

### В администрации Азова
С 1992 года — первый заместитель мэра города Азова Виталия Певнева. Сам Певнев был назначен главой администрации Азова постановлением главы администрации Ростовской области В. Ф. Чуба в феврале 1992 года.

### Азовская городская дума
27 марта 1994 года в Азове состоялись местные выборы по новой избирательной системе: в связи с переименованием Азовского городского Совета народных депутатов в Азовскую городскую думу избирались депутаты Азовской городской думы. Депутаты избирались по 11 одномандатным округам. Исполнительно-распорядительным органом была администрация Азова. Виктор Водолацкий был избран депутатом Азовской городской думы первого созыва. Председательствовал на заседаниях думы и подписывал её решения глава местного самоуправления В. М. Певнев.
В 1995 году окончил психологический специальный очно-заочный факультет Ростовского государственного университета.
На выборах в Государственную думу 2-го созыва, которые состоялись 17 декабря 1995 года, баллотировался от «Союза казаков» по списку блока «Наш дом — Россия», в составе которого выступал «Союз казаков». За список блока «Наш дом — Россия» проголосовало 10,13 % избрателей; блок получил 45 депутатских мест по пропорциональной системе и 10 мест в мажоритарных округах. От «Союза казаков» в Государственную думу прошёл лишь атаман «Союза казаков» Александр Мартынов, Водолацкий избран не был.
В 1996 году окончил экономический факультет Ростовского государственного университета.
В марте 1997 года полномочия депутата Азовской городской думы истекли.

### Лицензионная палата Ростовской области
В октябре 1997 года решением губернатора В. Ф. Чуба была образована Лицензионная палата Ростовской области «Ростобллицензия» . Руководителем вновь созданного подразделения с 20 октября 1997 года был назначен Водолацкий.
В 1998 году в Ростовском университете защитил диссертацию на тему «Организационные структуры социально-административного управления», получив степень кандидат социологических наук.

### Заместитель губернатора и атаман
С 1999 года — заместитель губернатора Ростовской области по вопросам казачества и экологии.
В мае 1999 года Совет атаманов Всевеликого войска Донского назначил временно исполняющим должность войскового атамана Всевеликого войска Донского атамана Новочеркасского казачьего округа казачьего полковника Геннадия Недвигина. Однако всего через несколько дней, 6 июня 1999 года, Недвигин был застрелен во дворе своего дома. Совет атаманов Всевеликого войска Донского поставил временным атаманом реестрового казачества на Дону Виктора Водолацкого.
В октябре 1999 года Большой Войсковой Круг Новочеркасска избрал своим новым атаманом Юрия Дьякова и объявил о поддержке кандидатуры Виктора Водолацкого на пост Войскового атамана. Спустя неделю Большой Круг Всевеликого войска Донского практически единогласно (за минусом двух голосов) избрал Виктора Водолацкого, работающего заместителем губернатора Ростовской области по вопросам казачества и экологии, атаманом Всевеликого войска Донского с резиденцией в Новочеркасске.
С 2002 года — заместитель губернатора Ростовской области — руководитель представительства Администрации Ростовской области при Правительстве Российской Федерации.
В 2003 году баллотировался в Госдуму по списку «Единой России», но в Думу не прошёл.
В 2006 году окончил факультет переподготовки и повышения квалификации Военной академии Генерального штаба Вооружённых Сил РФ.

### Государственная дума
5 созыв (2007—2012)

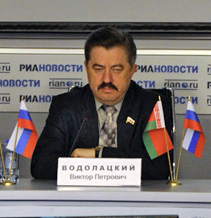
Водолацкий в июне 2010 года.

2 декабря 2007 года избран депутатом Государственной думы пятого созыва в составе федерального списка кандидатов, выдвинутого Всероссийской политической партией «Единая Россия» (Региональная группа Ростовской области). Член комитета по безопасности, председатель подкомитета по законодательству в сферах профилактики правонарушений, обеспечения участия населения и общественных организаций в охране правопорядка.
В 2011 году в Южном федеральном университете в Ростове-на-Дону защитил диссертацию на тему «Казачество в современном обществе», получив степень доктор социологических наук.
В марте 2011 года губернатор Ростовской области Василий Голубев поддержал предложение атамана Всевеликого войска Донского казачьего генерала Виктора Водолацкого по расширению сети казачьих кадетских образовательных учреждений.
В мае 2011 года были назначены выборы в Государственную думу 6 созыва, проводились по пропорциональной системе. В сентябре «Единая Россия» выдвинула список кандидатов. Водолацкий был выдвинут кандидатом в региональной группе № 62 Ростовская область, шёл девятым номером. Был зарегистрирован как депутат, член комитета Государственной думы по безопасности.
По итогам состоявшихся 4 декабря 2011 года выборов при распределении мест мандат депутата не получил, избран не был.

### Заместитель губернатора
6 июня 2012 года губернатор Ростовской области Василий Голубев назначил Водолацкого своим заместителем. Сообщалось, что он должен курировать вопросы военно-патриотического и духовно-нравственного воспитания молодежи, взаимодействия с военным комиссариатом области и региональным отделением ДОСААФ, гражданской обороны, защиты населения и территорий от чрезвычайных ситуаций и вопросы казачества.
В начале октября 2012 года Водолацкий заявил о сложении полномочий атамана Войска Донского.
Занимал должность до 12 ноября 2012 года.

### Государственная дума
6 созыв (2011—2016)
В середине октября 2012 депутат Госдумы от «Единой России» Алексей Кнышов в связи с обращением генпрокурора из-за незаконного бизнеса сдал мандат. 26 октября в партии заявили, что по решению генерального совета «Единой России» вакантный мандат получит Водолацкий. Он согласился перейти на работу в Государственную думу.
31 октября ЦИК РФ передал мандат Водолацкому, а 7 ноября официально зарегистрировал его депутатом Госдумы VI созыва от «Единой России». 12 ноября 2012 года Василий Голубев уволил Водолацкого с должности заместителя губернатора Ростовской области в связи с переходом на работу в Госдуму.
7 созыв (2016—2021)
Летом 2016 года были назначены выборы в Государственную думу 7 созыва, проводились по смешанной избирательной системе. Водолацкий был выдвинут кандидатом в составе списка «Единая Россия|Единой России», в региональной группе № 25 (Республика Калмыкия, Ставропольский край, Астраханская область, Ростовская область), шёл пятым номером после губернатора Ростовской области Василия Голубева, Ольги Тимофеевой, Александра Клыканова, Александра Шолохова. На состоявшихся 18 сентября 2016 года выборах в группе № 25 партия получила 56,33 % (в Ростовской области 58,79 %, а в Калмыкии 70,61 %), которые были пересчитаны в восемь мест в Госдуме. Один из мандатов получил Водолацкий.
Действительный член общественной организации «Академии социальных наук». Является членом Генерального совета партии «Единая Россия», членом Президиума Политсовета Ростовского регионального отделения политической партии «Единая Россия».
Голосовал против отнесения Волгоградской области к 3-й часовой зоне.
В октябре 2018 года посещал территорию Луганской Народной Республики.
8 созыв (2021—2026)
В июле 2021 года выдвинут на выборы в Государственную думу 8 созыва в составе списка партии «Единая Россия» в региональной группе № 45 (Ростовская область), шёл пятым номером после губернатора Ростовской области Василия Голубева, Светланы Пискуновой, Михаила Гурова, Вячеслава Никонова. На состоявшихся 17—19 сентября 2021 года выборах группа № 45 Единой России в Ростовской области получила 4 мандата. Первые трое в списке отказались от мандатов и они были переданы следующим. Один из мандатов получил Водолацкий.
В Госдуме получил должность первого зампреда комитета по делам СНГ, евразийской интеграции и связям с соотечественниками (председатель с 12.10.2021 — Калашников, Леонид Иванович).

## Законотворческая деятельность
С 2007 по 2021 год, в течение исполнения полномочий депутата Государственной Думы V, VI и VII созывов, выступил соавтором 333 законодательных инициатив и поправок к проектам федеральных законов.

## Санкции
Виктор Водолацкий поддержал аннексию Крыма и признал, что российские казаки активно участвовали в украинском конфликте на стороне поддерживаемых Москвой сепаратистов. 20 марта 2014 проголосовал за проект Федерального конституционного закона «О принятии в состав Российской Федерации Республики Крым» и образовании в составе Российской Федерации новых субъектов федерации — «Республики Крым» и «города федерального значения Севастополь». В феврале 2022 года выступил автором проекта постановления политической партии «Единая Россия» об обращении к Президенту России о необходимости признания Донецкой Народной Республики и Луганской Народной Республики.
- 24 февраля 2022 года добавлен в санкционный список Канады «соратников режима» за «признание независимости так называемых республик в Донецке и Луганске»[23][24].
- 5 июля 2022 года добавлен в санкционный список Австралии[25].
- 7 сентября 2022 года добавлен в санкционный список Украины[26].
- 29 сентября 2022 года добавлен в санкционный список Швейцарии[27].
- 30 сентября 2022 года внесён в санкционный список США в ответ на «фиктивные референдумы» и «аннексию территорий Украины российскими оккупационными силами»[28][29][30]. Государственный департамент отмечает что депутаты единогласно приняли закон о фейках, а некоторые депутаты сыграли ключевую роль в распространении российской дезинформации о войне[31].
- 14 марта 2023 года добавлен в санкционный список Евросоюза за поддержку аннексии оккупированных территорий Украины[32].

## Награды
Государственные:
- Герой Луганской Народной Республики (2022)[33];
- Орден Мужества (7 октября 2022)[34];
- Орден Почёта (31 мая 1998)[35];
- Орден Дружбы (7 февраля 2003) — за достигнутые трудовые успехи и многолетнюю плодотворную работу[36][37];
- Медаль ордена «За заслуги перед Отечеством» II степени (1 февраля 2018)[38];
- Благодарность Президента Российской Федерации (2014).

Ведомственные:
- Медаль «За боевое содружество» (2007, МВД России) — за активную совместную работу с органами внутренних дел по обеспечению общественного порядка[39];
- Благодарность Правительства Российской Федерации (16 декабря 2019) — за большой вклад в развитие российского парламентаризма и активную законотворческую деятельность[40];
- Юбилейная медаль «МПА СНГ. 25 лет» (13 октября 2017 года, Межпарламентская ассамблея СНГ) — за заслуги в деле развития и укрепления парламентаризма, за вклад в развитие и совершенствование правовых основ функционирования Содружества Независимых Государств, укрепление международных связей и межпарламентского сотрудничества[41]

Региональные:
- Орден «За заслуги перед Ростовской областью» (23 июня 2022, Ростовская область)[42]
- Орден Атамана Платова (19 июля 2017, Ростовская область)[43];
- Орден «За верность долгу» (13 марта 2015, Республика Крым) — за мужество, патриотизм, активную общественно-политическую деятельность, личный вклад в укрепление единства, развитие и процветание Республики Крым и в связи с Днём воссоединения Крыма с Россией[44];
- Почётный гражданин города Азова;
- Почётный гражданин Азовского района.

Общественные:
- Императорский Военный орден святого Николая Чудотворца III степеней (Российский императорский дом);
- Медаль «200 лет Новочеркасска» (2005, Всевеликое войско Донское);
- Медаль «За освобождение Крыма и Севастополя» (17 марта 2014) — за личный вклад в дело по возвращению Крыма в Россию[45].

Конфессиональные:
- Орден святого благоверного князя Даниила Московского II степени (2001, РПЦ);
- Орден Преподобного Серафима Саровского III степени (15 февраля 2018, РПЦ)[46];
- Орден святого благоверного великого князя Димитрия Донского I, II и III степеней (РПЦ);
- Орден архистратига Михаила (2003, УПЦ МП) — за заслуги перед православной верой[47].

Награды других государств:
- Орден Почёта (2007, Южная Осетия)[48].

## Семья
Женат, двое детей, четыре внука.

## Вопрос о анализе деятельности генерала П. Н. Краснова
17 января 2008 года подписал приказ о создании рабочей группы по анализу деятельности Петра Краснова в связи с поступившим запросом от организации «Казачье зарубежье». 28 января 2008 года совет атаманов организации «Всевеликое войско донское» принял решение, в котором отмечалось: «…исторические факты свидетельствуют о том, что активный борец с большевиками в годы Гражданской войны, писатель и публицист П. Н. Краснов в годы Великой Отечественной войны сотрудничал с фашистской Германией; <…> Придавая исключительную важность вышеизложенному, Совет атаманов решил: отказать в ходатайстве некоммерческому фонду „Казачье зарубежье“ в решении вопроса о политической реабилитации П. Н. Краснова». Сам Виктор Водолацкий заявил: «факт его сотрудничества с Гитлером в годы войны делает совершенно неприемлемой для нас идею его реабилитации».